# Alphonse Derenne
Alphonse Michel Marie Derenne, né le 4 février 1836 à Martigné-sur-Mayenne, et mort le 1er décembre 1893 à Bazouges, est un professeur, éditeur, imprimeur et libraire français.

## Biographie
Le père d'Alphonse Derenne était instituteur puis imprimeur à Mayenne. Sa mère, Agathe Félicité Henriette Chevrié, devenue « veuve Derenne », géra à partir de 1861 l'imprimerie et la librairie. Professeur de mathématiques à Sens, Alphonse reprend la direction de l'entreprise maternelle le 23 septembre 1863, après l’obtention des trois brevets professionnels (imprimeur, libraire, lithographe). En 1870, il déménage dans des locaux qui se trouvent dans l'actuelle rue du Sergent-Louvrier, investit dans une machine à vapeur mais la Guerre franco-prussienne met momentanément un frein à ses ambitions. 
En 1873, il ouvre une boutique à Paris, au 52 boulevard Saint-Michel, à quelques mètres des universités, se spécialise dans la publication de thèses notamment en droit et en médecine, travaux qu'il fait imprimer à Mayenne, achetant pour cela de nouveaux locaux.
En décembre 1875, Derenne accepte de publier la revue La République des lettres fondée par Catulle Mendès et Adelphe Froger ; sept numéros sortent jusqu'en juin 1876, avant que Richard Lesclide n'en reprenne la publication.
En 1876, Derenne lance par souscription au prix de 15 francs le poème L'Après-midi d'un faune, églogue de Stéphane Mallarmé illustré par Édouard Manet avec « frontispice et ex-libris hors pages, fleurons et cul-de-lampe dans le texte, en deux couleurs ». C'est un échec commercial.
Il imprime, entre autres, de 1879 à 1885, Le Journal de l'enseignement primaire, ainsi que L'Ordre, un hebdomadaire royaliste.
En 1883, il prend comme apprenti Henri Jouve, un jeune journaliste, futur grand imprimeur et fondateur du Groupe Jouve. En 1885, criblé de dettes, Derenne met sa maison en liquidation.